# Eosentomon jabanicum
Eosentomon jabanicum är en urinsektsart som beskrevs av Berlese 1912. Eosentomon jabanicum ingår i släktet Eosentomon och familjen trakétrevfotingar. Inga underarter finns listade i Catalogue of Life.